# Волоочко білочереве
Волоочко білочереве (Uropsila leucogastra) — вид горобцеподібних птахів родини воловоочкових (Troglodytidae).

## Поширення
Вид поширений в Мексиці, Гватемалі, Белізі та Гондурасі. Мешкає в різних типах лісів від напівпосушливих лісів західної Мексики до вологих тропічних лісів півострова Юкатан. На північному сході Мексики часто зустрічається в заростях дикого ананаса (Bromelia pinguin). Висота коливається від рівня моря до 500 м.